# 998

## Починали
- Абул Уафа, ирански учен